# Dictyosporium digitatum
Dictyosporium digitatum är en svampart som beskrevs av J.L. Chen, C.H. Hwang & Tzean 1991. Dictyosporium digitatum ingår i släktet Dictyosporium, ordningen Pleosporales, klassen Dothideomycetes, divisionen sporsäcksvampar och riket svampar.   Inga underarter finns listade i Catalogue of Life.